# ヘキサボラン(10)
ヘキサボラン(10)(Hexaborane(10))または単にヘキサボランは、化学式B6H10の無機化合物である。無色の液体で、空気中では不安定である。

## 構造

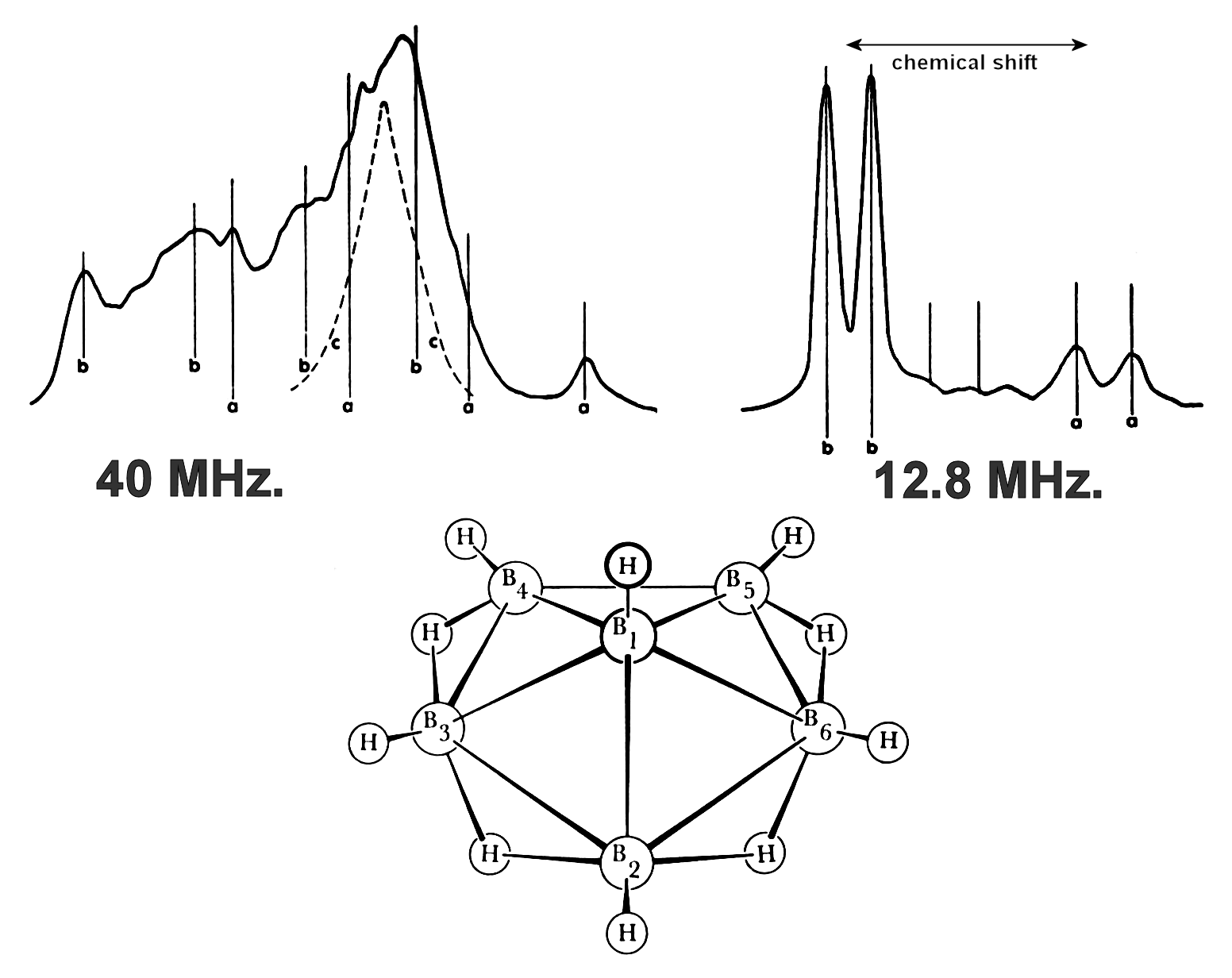
NMR interpretation of hexaborane(10), showing its structure

ヘキサボラン(10)は、nido-型のクラスターに分類される:152。ホウ素原子は五角錐の形で、架橋水素原子4つ、末端水素原子6つを伴っている。分子の点群は、Csである。

## 合成と反応
研究室では、ペンタボラン(11)のホウ素化の後に脱プロトン化、臭素化することで[BrB5H7]-とし、このアニオン性クラスターをジボランで還元して中性生成物を得る。
K[BrB5H7]  +  1/2 B2H6   →   KBr  +  B6H10
また、ペンタボラン(11)の熱分解でも生成する。
脱プロトン化すると、[B6H9]-、プロトン化すると[B6H11]+を与える。反応性の高いボランラジカルに対してはルイス塩基として働き、様々なconjuncto-クラスターを形成する:162。